# Grzegorz Więzik
Grzegorz Więzik (født 21. juni 1963, død 26. december 2021) var en polsk fodboldspiller.
Han spillede i perioden 14.august 1991 til 28. november 1993, 37 kampe og scorede 6 mål i Superligaen. Dette var for Silkeborg IF og Viborg FF. I 1995 kom han tilbage til dansk fodbold, hvor han spillede et ukendt antal kampe for Ikast FS.
Det meste af karrieren fandt sted i hjemlandet.